# Красуха (Псковская область)
Красу́ха — уничтоженная деревня  в Порховском районе Псковской области России. Уничтожена немецкими и эстонскими  фашистами вместе с жителями в 1943 году.

## География
Находилась по шоссе Порхов — Остров, при реке Туриченка (Туритченка),  в 10 километрах к юго-западу от города Порхов. 

## История
Деревня Красуха входила в состав Ленинградской области. В 1932 году стала центром колхоза «Красная Красуха». В 1939 году колхоз стал участником Всесоюзной сельскохозяйственной выставки, был отмечен за успехи в льноводстве.
9 июля 1941 года Красуха была оккупирована немцами. С началом партизанского движения жители деревни стали помогать партизанам провиантом.
27 ноября 1943 года недалеко от деревни подорвалась на мине немецкая автомашина с генералом Ф. Ферчем (в 1945 году был начальник штаба группы армий «Курляндия»), который был легко ранен. Организатор взрыва так и не был установлен: жители деревни не стали бы ставить себя под удар, а партизаны старались совершать свои диверсии вдалеке от населённых пунктов. Командование бригад, действовавших неподалёку от Красухи, провело расследование и выяснило, что никто из них к диверсии не причастен. Есть версия, что взрыв совершил мальчик Сенька по прозвищу Жаворонок, решивший отомстить за отца, погибшего на фронте.
27 ноября эстонские каратели под руководством немцев ворвались в деревню и начали один за другим поджигать дома. Жителей, пытавшихся спасти имущество и скот, били прикладами, кололи штыками. Всех стали сгонять на два гумна на краю деревни, где до этого люди обмолачивали пшеницу. Двери в сараи заколотили, облили деревянные постройки бензином и подожгли. Пытавшихся вырваться из огня убивали автоматным огнём.
В деревне Красуха таким образом погибли около 280 человек. Их имена до конца не установлены, так как среди убитых были малолетние дети и беженцы из Ленинграда и Старой Руссы.
Уцелела после трагедии Мария Лукинична Павлова, у которой в огне погибли все дети — одиннадцатилетний Николай, десятилетняя Галя и семилетняя Надя, шестилетний Витя, а сама она от нанесённого карателями сильного удара потеряла сознание и пришла в себя только тогда, когда сараи уже догорали. Мария Лукинична нашла приют в соседнем селе и впоследствии стала прообразом памятника «Псковитянка».
После Великой Отечественной войны деревня не восстанавливалась, как и 1120 других деревень из 3823, уничтоженных и разграбленных гитлеровцами. На Псковщине во время фашистской оккупации погибло 71187 мирных жителей.
в 1964 году был открыт первый обелиск в память о павших.

## Память
- В 1968 году в память жертв оккупантов на месте уничтоженной деревни был воздвигнут памятник «Скорбящая псковитянка» (скульптор А. П. Усаченко; в 1971 году удостоена за это произведение премии Ленинского комсомола) — на насыпном холме установлено двухметровое изваяние женщины-матери, русской крестьянки; к склону холма прислонён отёсанный камень с надписью: «Трагической и мужественной Красухе от земляков».
- Обелиск с надписью: «27 ноября 1943 года фашистские оккупанты согнали всех жителей деревни Красухи в сарай, который стоял на этом месте, облили бензином и сожгли. В огне и муках погибли свыше 200 безвинных детей, женщин, стариков». За обелиском сделана ограда из брёвен.
- Кинорежиссёр Павел Русанов в 1969 году снял фильм «Была на земле деревня Красуха», рассказывающий о трагической судьбе деревни[4], в 1970 году получивший 1-ю премию на Всесоюзном кинофестивале[5].
- С 1979 года проводится традиционный забег «Порхов — Красуха», посвящённый памяти мирных жителей[6].